# Hunedoara Timișană (sit SPA)
Hunedoara Timișană este o zonă protejată (arie de protecție specială avifaunistică - SPA) situată în vestul României, pe teritoriile administrative ale Arad și Timiș.

## Localizare
Aria naturală se află în extremitatea sud-vestică a județului Arad și cea nord-vestică a județului Timiș, în imediata apropere de drumul național DN69, care leagă municipiul Arad de Timișoara. Situl se întinde pe teritoriile administrative ale județelor Arad (Șagu, Vinga) și Timiș (Orțișoara)

## Descriere
Zona a fost declarată Arie de Protecție Specială Avifaunistică prin Hotărârea  de Guvern nr. 1284 din 24 octombrie 2007 (privind declararea ariilor de protecție specială avifaunistică ca parte integrantă a rețelei ecologice europene Natura 2000 în România) și se întinde pe o suprafață de 1.537 hectare.
Aria protejată (încadrată în bioregiune geografică panonică) reprezintă o zonă naturală în Câmpia de Vest (terenuri arabile, pășuni, pajiști, vii și livezi) ce asigură condiții de hrană, cuibărit și viețuire pentru mai multe specii de păsări migratoare, de pasaj sau sedentare (unele protejate prin lege).

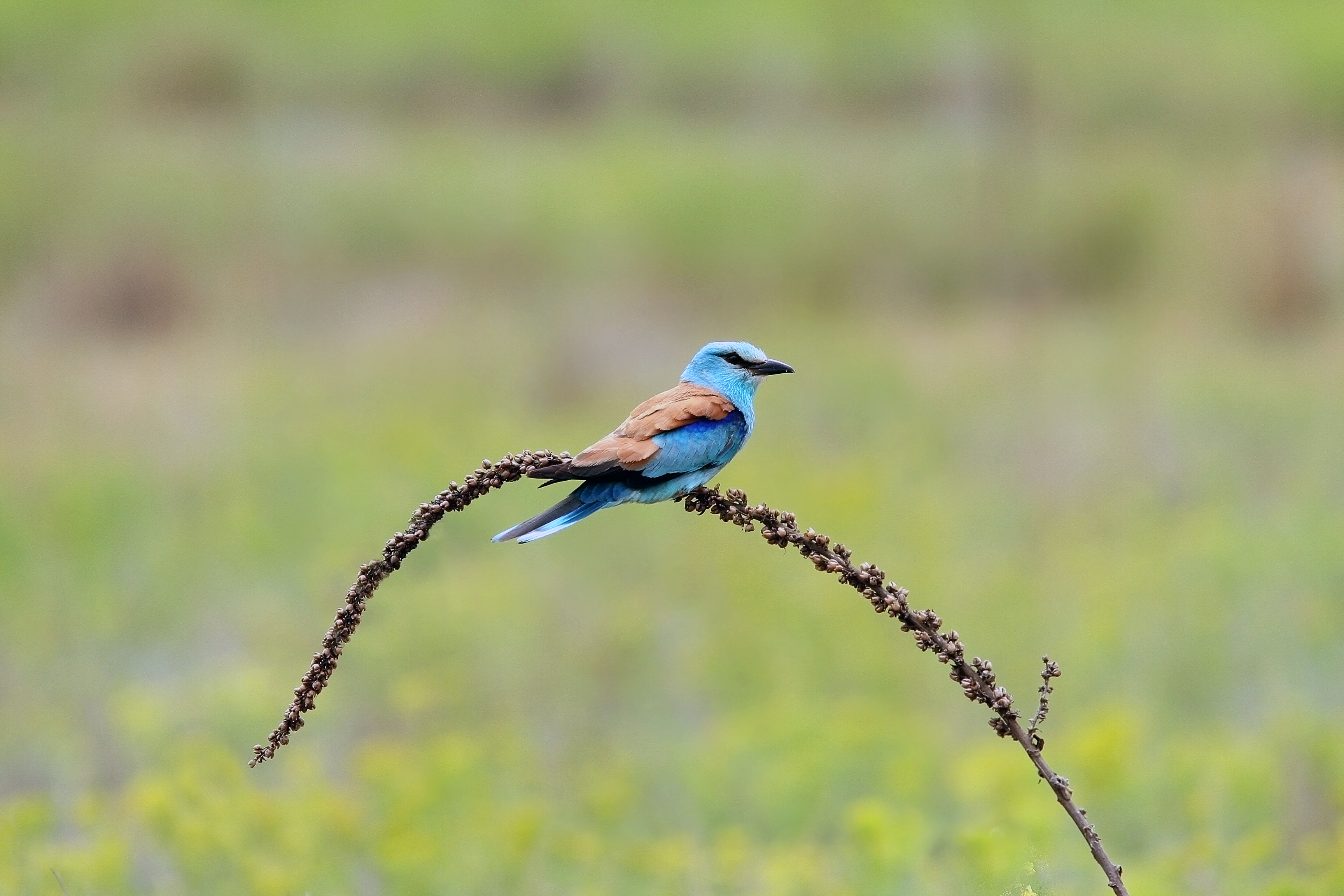
Dumbrăveancă (Coracias garrulus)

Alături de cele două specii de păsări (aflate la baza desemnării ariei protejate): vânturel de seară (Falco vespertinus) și dumbrăveancă (Coracias garrulus), situl mai asigură condiții de viețuire și pentru: fâsa-de-câmp (Anthus campestris), șorecarul mare (Buteo rufinus), barză albă (Ciconia ciconia), erete de stuf (Circus aeruginosus), erete vânăt (Circus cyaneus), erete cenușiu (Circus pygargus), șerpar (Circaetus gallicus), cioară de semănătură (Corvus frugilegus), cristei de câmp (Crex crex), ciocănitoarea de grădină (Dendrocopos syriacus), acvilă pitică (Hieraaetus pennatus), sfrâncioc-roșiatic (Lanius collurio) sau sfrânciocul cu frunte neagră (Lanius minor).

## Căi de acces
- Drumul național DN69 pe ruta: Arad - Șagu - Vinga
- Drumul național DN69 pe ruta: Timișoara - Cornești - Orțișoara.

## Monumente și atracții turistice
În vecinătatea sitului se află numeroase obiective de interes istoric, cultural și turistic; astfel:

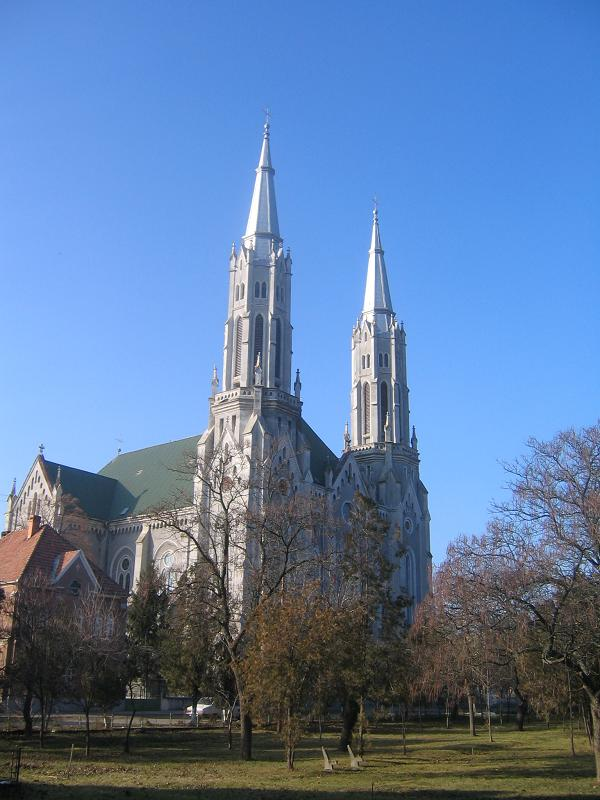
Biserica romano-catolică din Vinga

- Biserica romano-catolică din Vinga, construcție 1892, monument istoric.
- Biserica romano-catolică din Orțișoara, construcție 1786, monument istoric.
- Catedrala „Nașterea Sf. Ioan Botezătorul” din Arad, construcție 1862-1865, monument istoric.
- Mănăstirea „Sf. Simeon Stâlpnicul”-Gai din Arad, construcție 1745-1765, monument istoric.
- Biserica de lemn din Arad, construcție 1724, monument istoric
- Biserica de lemn din Arad-Gai - strămutată din satul Seliște în anul 1984 în incinta Mănăstirii Gai, construcție 1724, monument istoric.
- Palatul Justiției din Arad, construcție 1892, monument istoric.
- Cazinoul din Arad, construcție 1872, monument istoric.
- Preparandia Română din Arad (clădirea a găzduit prima școală pedagogică românească), construcție 1812, monument istoric.
- Palatul Cultural din Arad (azi Filarmonica de Stat și Muzeul Județean), construcție 1911-1913, monument istoric.
- Situl arheologic "Movilă Teșită" (Stockbrunnen) de la Cruceni (Hallstatt).
- Cetate de pământ de la Seceani (sec. XII - XIV)
- Parcul Natural Lunca Mureșului